# جورج هنري وايت
جورج هنري وايت (بالإنجليزية: George Henry White)‏ هو محامي وسياسي أمريكي، ولد في 18 ديسمبر 1852 في الولايات المتحدة، وتوفي في 28 ديسمبر 1918 في نفس البلد. حزبياً، نشط في الحزب الجمهوري. وقد انتخب عضو مجلس ولاية كارولاينا الشمالية وانتخب عضو مجلس نواب كارولينا الشمالية وانتخب عضو مجلس النواب الأمريكي.

## روابط خارجية
- جورج هنري وايت على موقع إن إن دي بي (الإنجليزية)